# Adalbertia
Adalbertia là một chi bướm đêm thuộc họ Geometridae.

## Các loài
- Adalbertia castiliaria (Staudinger, 1900)
- Adalbertia cortes
- Adalbertia dumonti
- Adalbertia duponti